# Eleições gerais no Brasil em 1974
Em 15 de novembro de 1974 (sexta-feira) foram eleitos os membros do Congresso Nacional do Brasil renovando-se um terço do Senado Federal e todos os assentos da Câmara dos Deputados. Foi a primeira eleição realizada pelo governo Ernesto Geisel.
Essas eleições ficaram marcadas na história brasileira como uma guinada em direção a abertura política. A expressiva vitória do MDB e a perda de espaço da ARENA no Senado assustou o Regime que nos anos seguintes lançou a Lei Falcão e o Pacote de Abril com o objetivo de desfavorecer a oposição nas próximas eleições, mantendo a ditadura por mais onze anos. Para senador, o MDB venceu o pleito, com mais de 14,5 milhão de votos, contra pouco mais de 10 milhões do ARENA.

## Governadores escolhidos em 1974
| Estado | Estado              | Escolhidos em 1974   | Partido | Vice-governador          |
| ------ | ------------------- | -------------------- | ------- | ------------------------ |
|        | Acre                | Geraldo Mesquita     | ARENA   | Omar Sabino              |
|        | Alagoas             | Divaldo Suruagy      | ARENA   | Antônio Gomes de Barros  |
|        | Amazonas            | Enoque Reis          | ARENA   | João Bosco de Lima       |
|        | Bahia               | Roberto Santos       | ARENA   | Edvaldo Correia          |
|        | Ceará               | Adauto Bezerra       | ARENA   | Waldemar Alcântara       |
|        | Espírito Santo      | Élcio Álvares        | ARENA   | Carlos von Schilgen      |
|        | Goiás               | Irapuan Costa Júnior | ARENA   | José Bittencourt         |
|        | Maranhão            | Nunes Freire         | ARENA   | José Murad               |
|        | Mato Grosso         | José Garcia Neto     | ARENA   | Cássio de Barros         |
|        | Minas Gerais        | Aureliano Chaves     | ARENA   | Ozanan Coelho            |
|        | Pará                | Aloysio Chaves       | ARENA   | Clóvis Rego              |
|        | Paraíba             | Ivan Bichara         | ARENA   | Terceiro Neto            |
|        | Paraná              | Jayme Canet          | ARENA   | Octávio Cesário Júnior   |
|        | Pernambuco          | Moura Cavalcanti     | ARENA   | Paulo Cunha              |
|        | Piauí               | Dirceu Arcoverde     | ARENA   | Djalma Veloso            |
|        | Rio de Janeiro      | Faria Lima           | ARENA   | Não havia                |
|        | Rio Grande do Norte | Tarcísio Maia        | ARENA   | Genivaldo Barros         |
|        | Rio Grande do Sul   | Sinval Guazzelli     | ARENA   | Amaral de Souza          |
|        | Santa Catarina      | Konder Reis          | ARENA   | Marcos Henrique Büechler |
|        | São Paulo           | Paulo Egídio Martins | ARENA   | Ferreira Filho           |
|        | Sergipe             | José Rollemberg      | ARENA   | Antônio Sutelo           |

## Senadores eleitos
Esta é a relação dos senadores eleitos.
| Estado | Estado              | Senador               | Partido | Suplentes                  | Detalhes |
| ------ | ------------------- | --------------------- | ------- | -------------------------- | -------- |
|        | Acre                | Adalberto Sena        | MDB     | Laélia de Alcântara        | AC 1974  |
|        | Alagoas             | Teotônio Vilela       | ARENA   | Noé Simplício              | AL 1974  |
|        | Amazonas            | Evandro Carreira      | MDB     | Ruy Adriano Jorge.         | AM 1974  |
|        | Bahia               | Luís Viana Filho      | ARENA   | Antonio Silva Fernandes.   | BA 1974  |
|        | Ceará               | Mauro Benevides       | MDB     | Ozires Pontes              | CE 1974  |
|        | Espírito Santo      | Dirceu Cardoso        | MDB     | Berredo de Menezes         | ES 1974  |
|        | Goiás               | Lázaro Barbosa        | MDB     | Dário de Paiva Sampaio.    | GO 1974  |
|        | Guanabara           | Danton Jobim          | MDB     | Hugo Ramos                 | GB 1974  |
|        | Maranhão            | Henrique de La Rocque | ARENA   | Luís Fernando Freire       | MA 1974  |
|        | Mato Grosso         | Mendes Canale         | ARENA   | Paulino Lopes da Costa.    | MT 1974  |
|        | Minas Gerais        | Itamar Franco         | MDB     | Jair Negrão de Lima.       | MG 1974  |
|        | Pará                | Jarbas Passarinho     | ARENA   | Milton Trindade            | PA 1974  |
|        | Paraíba             | Rui Carneiro          | MDB     | Ivandro Cunha Lima         | PB 1974  |
|        | Paraná              | Leite Chaves          | MDB     | Euclides Scalco            | PR 1974  |
|        | Pernambuco          | Marcos Freire         | MDB     | Valdemir Cardoso da Cunha. | PE 1974  |
|        | Piauí               | Petrônio Portela      | ARENA   | Bernardino Viana           | PI 1974  |
|        | Rio de Janeiro      | Saturnino Braga       | MDB     | Alano Barcellos.           | RJ 1974  |
|        | Rio Grande do Norte | Agenor Maria          | MDB     | Maria Lucena               | RN 1974  |
|        | Rio Grande do Sul   | Paulo Brossard        | MDB     | Nei de Almeida Brito.      | RS 1974  |
|        | Santa Catarina      | Evelásio Vieira       | MDB     | Stélio Boabaid             | SC 1974  |
|        | São Paulo           | Orestes Quércia       | MDB     | Samir Achôa                | SP 1974  |
|        | Sergipe             | Gilvan Rocha          | MDB     | Antonio Cabral Tavares.    | SE 1974  |

## Deputados federais eleitos
Das 364 cadeiras em disputa, ARENA conquistou 203 e o MDB recuperou-se do fracasso eleitoral de 1970, capturando 161 vagas. Dentre os parlamentares eleitos quatro foram contemplados com um mandato de governador biônico em 1978, sete receberam um mandato de senador biônico e oito foram eleitos senadores pelo voto direto. De acordo com os resultados do TSE, a ARENA obteve 11.866.482 votos, ao passo que o MDB recebeu 10.954.440 votos.
Nas eleições para deputado estadual a ARENA obteve 437 cadeiras, contra 330 do MDB.
| Unidade federativa  | ARENA     | MDB       | Total |
| ------------------- | --------- | --------- | ----- |
| Acre                | 1 / 3     | 2 / 3     | 03    |
| Alagoas             | 4 / 6     | 2 / 6     | 06    |
| TF Amapá            | 0 / 1     | 1 / 1     | 01    |
| Amazonas            | 2 / 5     | 3 / 5     | 05    |
| Bahia               | 21 / 26   | 5 / 26    | 26    |
| Ceará               | 13 / 16   | 3 / 16    | 16    |
| Espírito Santo      | 5 / 8     | 3 / 8     | 08    |
| Guanabara           | 6 / 24    | 18 / 24   | 24    |
| Goiás               | 8 / 13    | 5 / 13    | 13    |
| Maranhão            | 8 / 9     | 1 / 9     | 9     |
| Mato Grosso         | 6 / 8     | 2 / 8     | 08    |
| Minas Gerais        | 23 / 37   | 14 / 37   | 37    |
| Pará                | 7 / 10    | 3 / 10    | 10    |
| Paraíba             | 7 / 11    | 4 / 11    | 11    |
| Paraná              | 15 / 30   | 15 / 30   | 30    |
| Pernambuco          | 13 / 18   | 5 / 18    | 18    |
| Piauí               | 7 / 8     | 1 / 8     | 08    |
| Rio de Janeiro      | 9 / 22    | 13 / 22   | 22    |
| Rio Grande do Norte | 5 / 8     | 3 / 8     | 08    |
| Rio Grande do Sul   | 13 / 32   | 19 / 32   | 32    |
| TF Rondônia         | 0 / 1     | 1 / 1     | 01    |
| TF Roraima          | 1 / 1     | 0 / 1     | 01    |
| Santa Catarina      | 9 / 16    | 7 / 16    | 16    |
| São Paulo           | 17 / 46   | 29 / 46   | 46    |
| Sergipe             | 4 / 5     | 1 / 5     | 05    |
| Total               | 204 (56%) | 160 (44%) | 364   |